# Черновол, Георгий Андреевич
Гео́ргий Андре́евич Черново́л (род. 15 ноября 1937) — российский дипломат. 
Окончил Московский государственный институт международных отношений (МГИМО) МИД СССР (1966) и Дипломатическую академию МИД СССР (1979). С 26 июня 1995  по 29 марта 2000 года был чрезвычайным и полномочным послом Российской Федерации в Республике Кот-д’Ивуар и в Буркина-Фасо по совместительству. С 2000 года — на пенсии.
Женат, имеет двоих детей.

## Дипломатический ранг
- Чрезвычайный и полномочный посланник 2 класса (30 апреля 1993)[3].
- Чрезвычайный и полномочный посланник 1 класса (19 января 1995)[4].